# Daniel Elahi Galán
Daniel Elahi Galán Riveros (ur. 18 czerwca 1996 w Bucaramandze) – kolumbijski tenisista.

## Kariera tenisowa
Podczas swojej kariery zwyciężył w czterech singlowych turniejach rangi ATP Challenger Tour.
W 2020 roku podczas Australian Open zadebiutował w turnieju wielkoszlemowym. W pierwszej rundzie turnieju przegrał z Alejandro Tabilo 6:4, 3:6, 4:6, 7:6(6), 4:6. W tym samym sezonie jako szczęśliwy przegrany awansował do turnieju głównego Rolanda Garrosa. Po zwycięstwach nad Cameronem Norriem oraz Tennysem Sandgrenem dotarł do trzeciej rundy, w której przegrał z Novakiem Đokoviciem.
W rankingu gry pojedynczej najwyżej był na 56. miejscu (17 lipca 2023), a w klasyfikacji gry podwójnej na 305. pozycji (26 lutego 2018).

### Zwycięstwa w turniejach ATP Challenger Tour w grze pojedynczej
| Końcowy wynik | Nr | Data              | Turniej                  | Nawierzchnia | Przeciwnik                 | Wynik finału     |
| ------------- | -- | ----------------- | ------------------------ | ------------ | -------------------------- | ---------------- |
| Zwycięzca     | 1. | 22 lipca 2018     | San Benedetto del Tronto | Ceglana      | Sergio Gutiérrez Ferrol    | 6:2, 3:6, 6:2    |
| Zwycięzca     | 2. | 29 listopada 2020 | Lima                     | Ceglana      | Thiago Agustin Tirante     | 6:1, 3:6, 6:3    |
| Zwycięzca     | 3. | 23 stycznia 2022  | Concepción               | Ceglana      | Santiago Rodríguez Taverna | 6:1, 3:6, 6:3    |
| Zwycięzca     | 4. | 17 kwietnia 2022  | Sarasota                 | Ceglana      | Steve Johnson              | 7:6(7), 4:6, 6:1 |